# Тымойн
Тымойн — горная вершина на Алтае, принадлежит к системе Южно-Чуйского хребта. Высота 3703 метров. Административно вершина расположена в Кош-Агачском районе Республики Алтай РФ.

## Этимология
от (алт. Туу — гора, горный и Мойын — шея; геогр. перешеек). Туу-Мойын — горный перешеек.

## Описание
Вершина находится в одном горном узле с вершинами Ирбисту и Тесьтой в непосредственной близости от последней, к северу от основной оси Южно-Чуйского хребта. Гору прекрасно видно из любого места прилегающей к хребту Чуйской степи. Визуально гора выделяется тремя языками висячих ледников, на северной стороне.